# Ștefan Racoviță
Ștefan Racoviță (n. 1713 – d. 1782) a fost domnitor în Țara Românească: februarie 1764 - august 1765 (data sosirii firmanului de mazilire în București).

## Biografie
Ștefan Racoviță este responsabil pentru prima încercare de codificare a dreptului cutumiar din Țara Românească și a dreptului bizantin, solicitându-i această sarcină juristului grec Mihail Fotino. Codul lui Fotino nu a fost niciodată sancționat în mod oficial, însă a fost folosit la scară largă.
A fost fiul lui Mihai Racoviță și a luat domnia în locul fratelui său Constantin Racoviță datorită implicării grecului Iordache Stavrache, care în scurta domnie a lui Ștefan, a fost un important factor de decizie. Când Stavrache l-a sfătuit pe domnitor să introducă o nouă dare, iar boierii s-au împotrivit, el a obținut imediat firman de arestare a 18 dintre ei. Doi dintre boieri și-au pierdut chiar și capul, iar revolta bucureștenilor a fost înnăbușită în sânge. Când dușmanii lui Stavrache, au obținut de la sultan uciderea lui, a căzut în dizgrație și domnitorul, care a fost înlocuit cu Scarlat Ghica.